# Seoce (Kakanj)
Seoce es un pueblo ubicado en la municipalidad de Kakanj, en el cantón de Zenica-Doboj, Bosnia y Herzegovina.

## Superficie
Posee una superficie de 1,84 kilómetros cuadrados.

## Demografía
Hasta 2013 la población era de 216 habitantes, con una densidad de población de 117,1 habitantes por kilómetro cuadrado.